# Innamorata, innamorato, innamorati
Innamorata, innamorato, innamorati è il secondo album del cantante italiano Toto Cutugno, pubblicato nel 1981.
Contiene alcuni brani inseriti in album precedenti dello stesso artista.
Presente anche Flash, sigla di chiusura dell'omonimo programma televisivo a quiz condotto da Mike Bongiorno.

## Tracce
1. Francesca non sa
2. Mi dici che stai bene con me
3. Tu sei mia
4. Cieli azzurri
5. Flash
6. Il cielo e sempre un po' più blu
7. È un anno che tu butti via
8. Donna
9. E... io ti amavo
10. Innamorati - per il mercato estero (Americano come rock)

## Formazione
- Toto Cutugno – voce, cori, sintetizzatore, armonica, percussioni
- Dino D'Autorio – basso
- Victor Bach – pianoforte, Fender Rhodes
- Gino Panariello – chitarra acustica, chitarra elettrica
- Tullio De Piscopo – batteria
- Beppe Cantarelli – chitarra acustica, chitarra elettrica
- Aldo Banfi – sintetizzatore
- Gigi Cappellotto – basso
- Andy Surdi – batteria
- Gigi Tonet – sintetizzatore
- Ottavio Corbellini – batteria
- Julius Farmer – basso
- Renè Mantegna – percussioni
- Cosimo Fabiano – basso
- Sergio Fanni – flicorno
- Gianni Bedori – sax alto
- Sergio Rigon – flauto
- Bruno De Filippi – armonica a bocca